# Joaquim Fiúza
Joaquim Mascarenhas de Fiúza (8 de fevereiro de 1908 — 4 de março de 2010) foi um velejador português que competiu em três Jogos Olímpicos: 1936, 1948 e 1952.
Em Berlim ficou em 10.º lugar na classe Star, com António Guedes de Herédia. Em Londres ficou em 6.º na mesma prova, com Júlio de Sousa Leite Gourinho. Em Helsínquia, venceu a medalha de bronze com Francisco de Andrade.
Fez 100 anos em 2008, sendo o decano dos atletas olímpicos portugueses.